# Jardin botanique de Saverne
Der Jardin botanique de Saverne liegt nordwestlich von Saverne an der Zaberner Steige.  

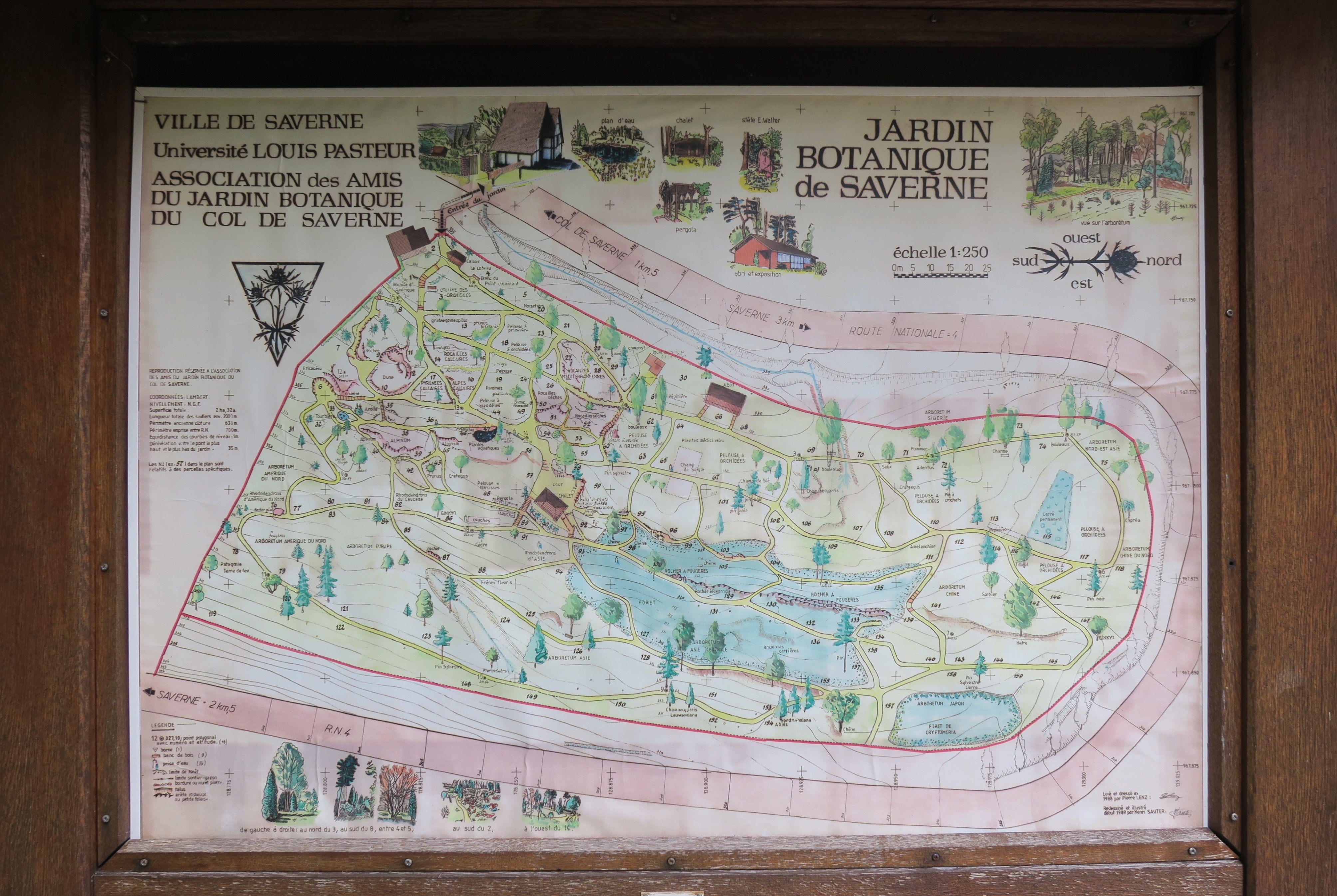
Plan des Botanischen Gartens

## Geschichte
Der Botanische Garten, der 1931 von dem Botaniker und Apotheker Emile Walter (1873–1953) aus Saverne  angelegt wurde, befindet sich in einer Schleife der Route départementale 1004, 3 km von Saverne entfernt, auf einer Höhe von 335 m. Es erstreckt sich über 3 ha und enthält ca. 2200 Pflanzenarten. Dank des gemäßigten Klimas und ausreichender Regenfälle (850 mm) gedeihen viele Pflanzen gut.

## Beschreibung
Man betritt den Garten an der höchsten Stelle, er erstreckt sich den Abhang hinab bis zur Landstraße und hat keine ebenen Flächen.
Der Garten enthält  ein Alpinum, eine Wiese mit einheimischen Orchideen, einen Teich, Torfmoore, Rhododendren und einen reichen Farnhain. Ein Arboretum, das den gesamten unteren Teil des Gartens einnimmt, präsentiert Arten aus Europa, Nordamerika und Asien. Im Alpinum sind Bergpflanzen in verschiedenen Steingärten zu finden. In den Orchideenwiesen  wachsen viele heimische und exotische Sorten. Dies ist die größte Sammlung heimischer Orchideen in Frankreich.

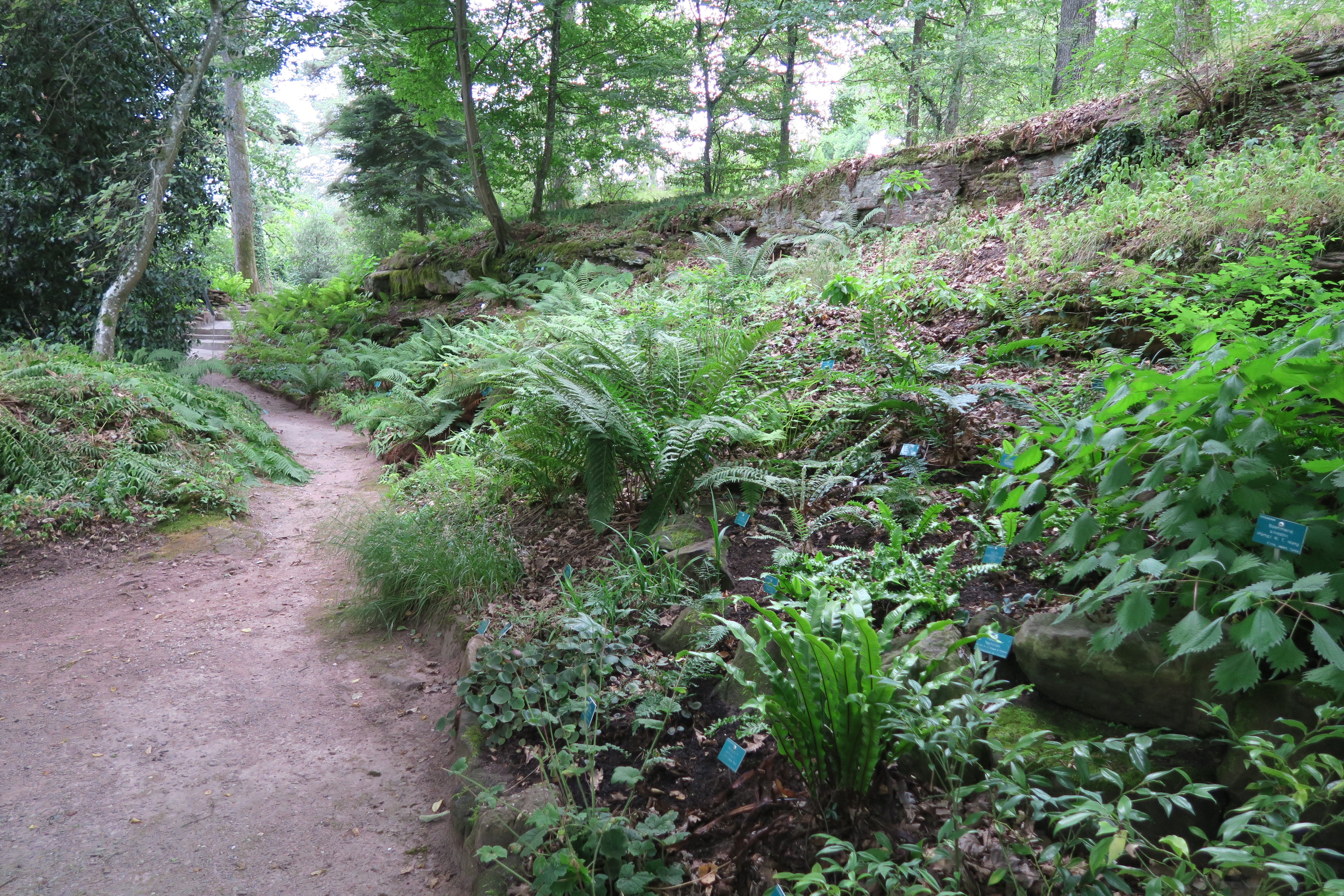
Farnhain

## Unterhalt des Gartens
Der Garten gehört der Stadt Saverne und wird durch einen Freundeskreis unterstützt. Die wissenschaftliche Leitung erfolgt durch das Institut Pasteur der Universität Straßburg. Betreut wird er durch einen hauptamtlichen Gärtner, der Posten wird durch einen Concours, wie in Frankreich bei Beamtenstellen üblich, vergeben.
Der Garten wurde als Jardin remarquable (Bemerkenswerter Garten) in Frankreich  ausgezeichnet.